# Aurélien Vernhes-Lermusiaux
Aurélien Vernhes-Lermusiaux est un réalisateur français né le 6 février 1980 à Figeac.

## Biographie
Ancien étudiant en cinéma et philosophie, puis au Fresnoy (promotion Michael Snow ; 2010-2012) et de l'atelier scénario de La Fémis (2019), Aurélien Vernhes-Lermusiaux a réalisé plusieurs courts métrages ainsi que des documentaires avant son premier long métrage de fiction, Vers la bataille, distingué par le prix Louis-Delluc dans la catégorie « premier film »,.
En 2025, ses courts-métrages de fiction font l'objet d'une édition DVD par JHR Films dans la collection Cinéastes de demain.
La Couleuvre noire, son second long métrage de fiction, est présenté en première mondiale au 78e Festival de Cannes,, dans la sélection ACID.

## Filmographie

### Longs métrages
- 2021 : Vers la bataille
- 2025 : La Couleuvre noire

### Courts métrages
- 2007 : L'Inconnu
- 2010 : Le Rescapé
- 2011 : Le jour où le fils de Raïner s'est noyé
- 2014 : Poisson
- 2015 : Les Photographes
- 2018 : Les Vies de Lenny Wilson
- 2021 : Lino

### Documentaires
- 2006 : La Lèvre fendue
- 2009 : The Passenger
- 2012 : Le Fracas des pattes de l'araignée
- 2014 : Hashima mon amour
- 2014 : Dzisiaj